# Upplands runinskrifter 662
Upplands runinskrifter 662 är en vikingatida runsten av granit i Signildsberg, Håtuna socken och Upplands-Bro kommun. 
Runstenen är cirka 1,6 meter hög och 1,2 meter bred. Runhöjden är cirka 7 centimeter.

## Inskriften
Translitterering av runraden:
s[ik]  : hulfatr · li[t](u) · (r)-... stin : uftr · uikbian · au[k] : ulf [auk :] biurn ·
Normalisering till runsvenska:
''sik [ok] Holmfastr letu r[æisa] stæin æftiʀ Vigbiorn ok Ulf ok Biorn.
Översättning till nusvenska:
sik och Holmfast läto resa stenen efter Vigbjörn och Ulv och Björn.